# Sedum brandtianum
Sedum brandtianum là một loài thực vật có hoa trong họ Crassulaceae. Loài này được Poelln. miêu tả khoa học đầu tiên năm 1933.